# Alció bec de cigonya
L'alció bec de cigonya (Pelargopsis capensis) és una espècie d'ocell de la família dels alcedínids (Alcedinidae) que es distribueix àmpliament, però escassa, al subcontinent indi tropical i al sud-est asiàtic, des de l'Índia fins a Indonèsia. Aquest alció és resident a tota la seva àrea de distribució.
És un alcedínid molt gran, que mesura 35 cm de longitud. L'adult té l'esquena verda, les ales i la cua blaves i el cap marró oliva. Les seves parts inferiors i el coll són de color brillant. El bec molt gros i les potes són de color vermell brillant. El vol de l'alció bec de cigonya és laboriós i aletejant, però directe. Els dos sexes són semblants.
Hi ha 13 races o subespècies, que es diferencien principalment en el detall del plomatge, però P. c. gigantea de l'arxipèlag de Sulu a les Filipines té el cap, el coll i les parts inferiors blancs.
El crit d'aquest sorollós alció és un peer-por-por baix i de gran abast que es repeteix aproximadament cada 5 segons, a més d'un quequeig ke-ke-ke-ke-ke-ke.
L'alció bec de cigonya viu en una gran varietat d'hàbitats boscosos a prop de llacs, rius o costes. Es posa tranquil·lament en una branca mentre busca menjar, i sovint és discret malgrat la seva mida. És territorial i és capaç de perseguir àguiles i altres grans depredadors. Aquesta espècie caça peixos, granotes, crancs, rosegadors i ocells joves.
Els adults caven els seus nius a les ribes dels rius, en arbres en descomposició o aprofiten nius de tèrmits arborícoles. És típica la posta de dos a cinc ous blancs i rodons.

## Taxonomia

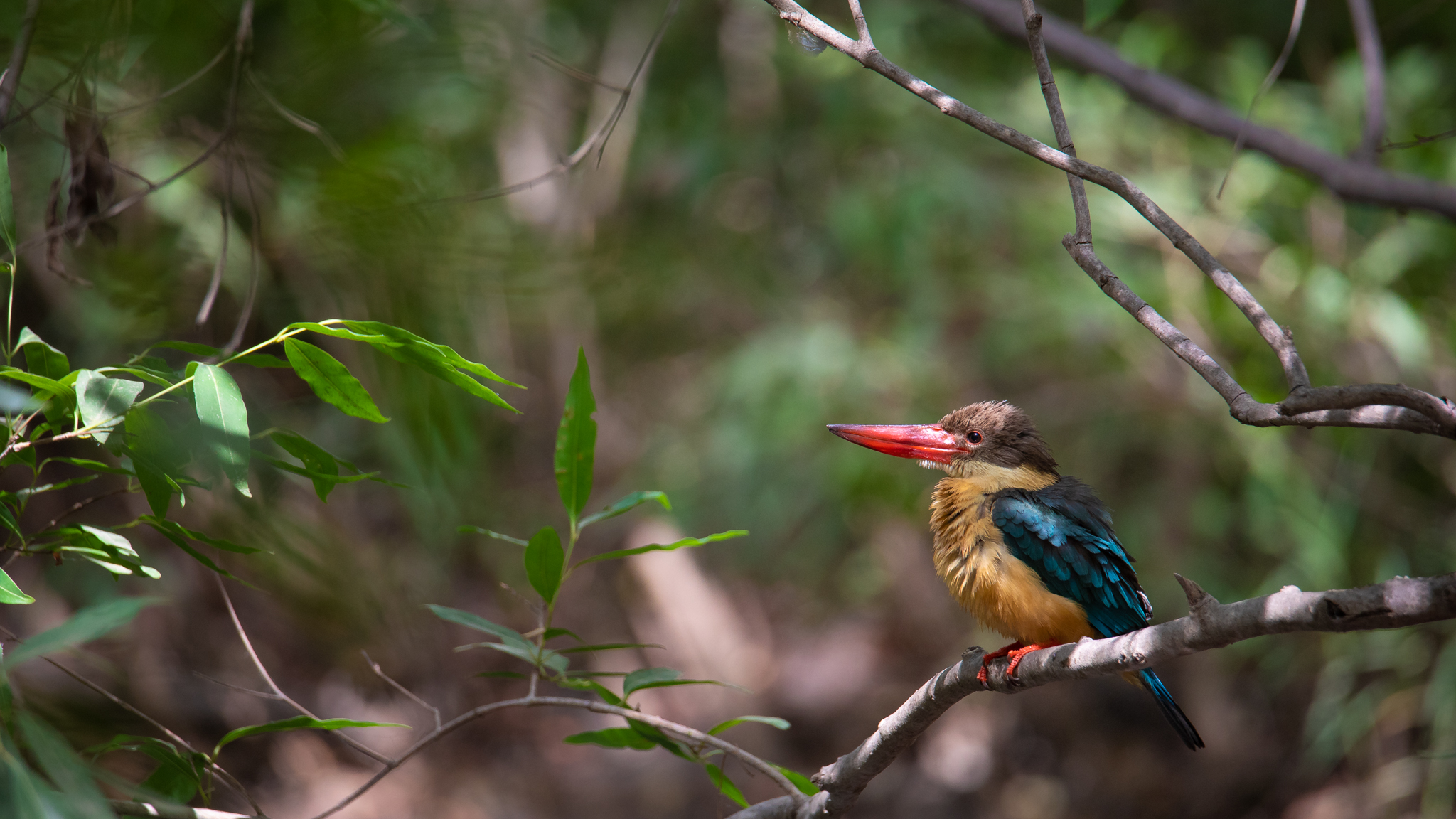
P. c. capensis al parc nacional de Ranthambore

La primera descripció formal de l'alció bec de cigonya és la del naturalista suec Carl Linnaeus l'any 1766 en la 12a edició de la seva obra Systema Naturae. Va encunyar el nom binomial d'Alcedo capensis. Linné va basar la seva descripció en "Le martin-pescheur du Cap de Bonne Espérance" de Mathurin Jacques Brisson. Brisson creia que el seu exemplar venia de la regió del Cap de Bona Esperança de Sud-àfrica. Tanmateix, l'espècie no es troba pas a l'Àfrica i es va suggerir que l'espècimen s'havia obtingut a l'illa indonèsia de Java. Ara se sap que l'exemplar provenia de prop de Chandannagar a la Bengala Occidental, a l'Índia. L'epítet específic de Linné capensis denota que viu al Cap de Bona Esperança. El gènere actual Pelargopsis va ser introduït pel zoòleg alemany Constantin Gloger el 1841.
Es reconeixen tretze subespècies:
- P. c. capensis (Linnaeus, 1766) – es troba des del Nepal a través de tota l'Índia fins a Sri Lanka
- P. c. osmastoni (Baker, ECS, 1934) – a les Illes Andaman
- P. c. intermedia Hume, 1874 – a les Illes Nicobar
- P. c. burmanica Sharpe, 1870: de Myanmar a Indoxina i del sud al nord de la península de Malàisia
- P. c. malaccensis Sharpe, 1870: al centre i sud de la península de Malaia, arxipèlag de Riau i a les illes Lingga
- P. c. cyanopteryx (Oberholser, 1909) – viu a Sumatra, illa de Bangka i illa de Belitung
- P. c. simalurensis Richmond, 1903 - a l'Illa Simeulue (a la costa oest de l'illa de Sumatra a Indonèsia)
- P. c. sodalis Richmond, 1903 -a les Illes Banyak, Nias, Batu i Mentawai (a la costa oest de Sumatra)
- P. c. innominata (van Oort, 1910) – viu a Borneo
- P. c. javana (Boddaert, 1783) – es troba a Java
- P. c. floresiana Sharpe, 1870: de Bali a Flores (Illes Petites Sonda)
- P. c. gouldi Sharpe, 1870 - al nord de les Filipines
- P. c. gigantea Walden, 1874 - a les illes Filipines del centre i sud

Les formes insulars nesoeca a les illes Nias i Batu, així com la isoptera de l'illa Mentawai estan incloses dins de la subespècie P.c. sodalis. Abans del canvi de localització geogràfica a Chandannagar, els ocells de l'Índia eren assignats a la subespècie gurial, però aquesta raça ara és sinònima amb la subespècie capensis.

## Galeria

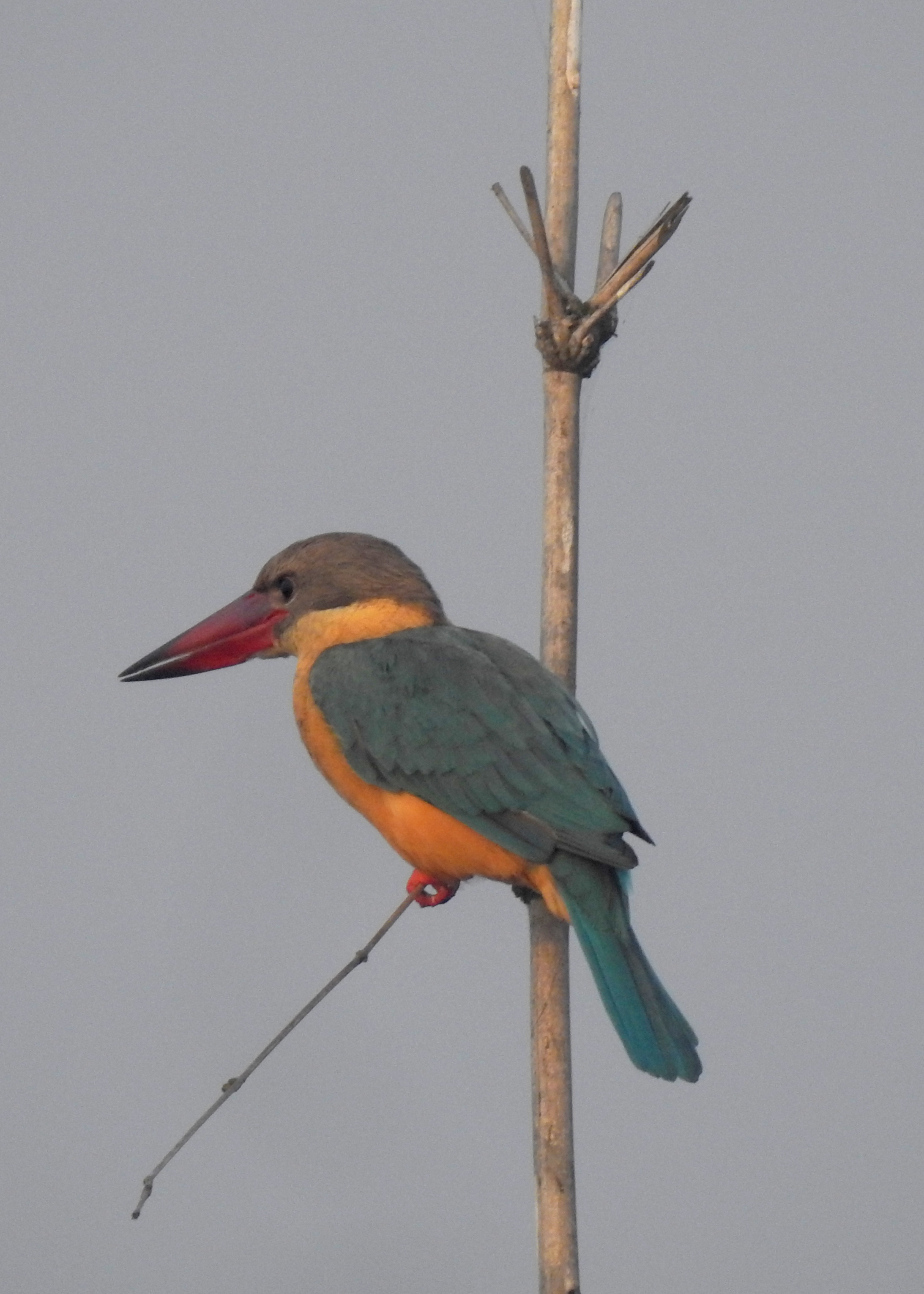
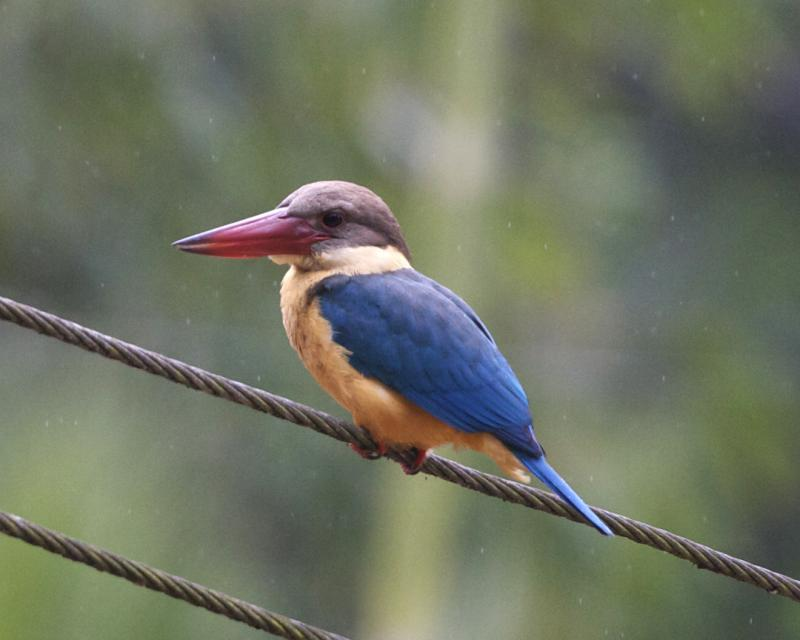
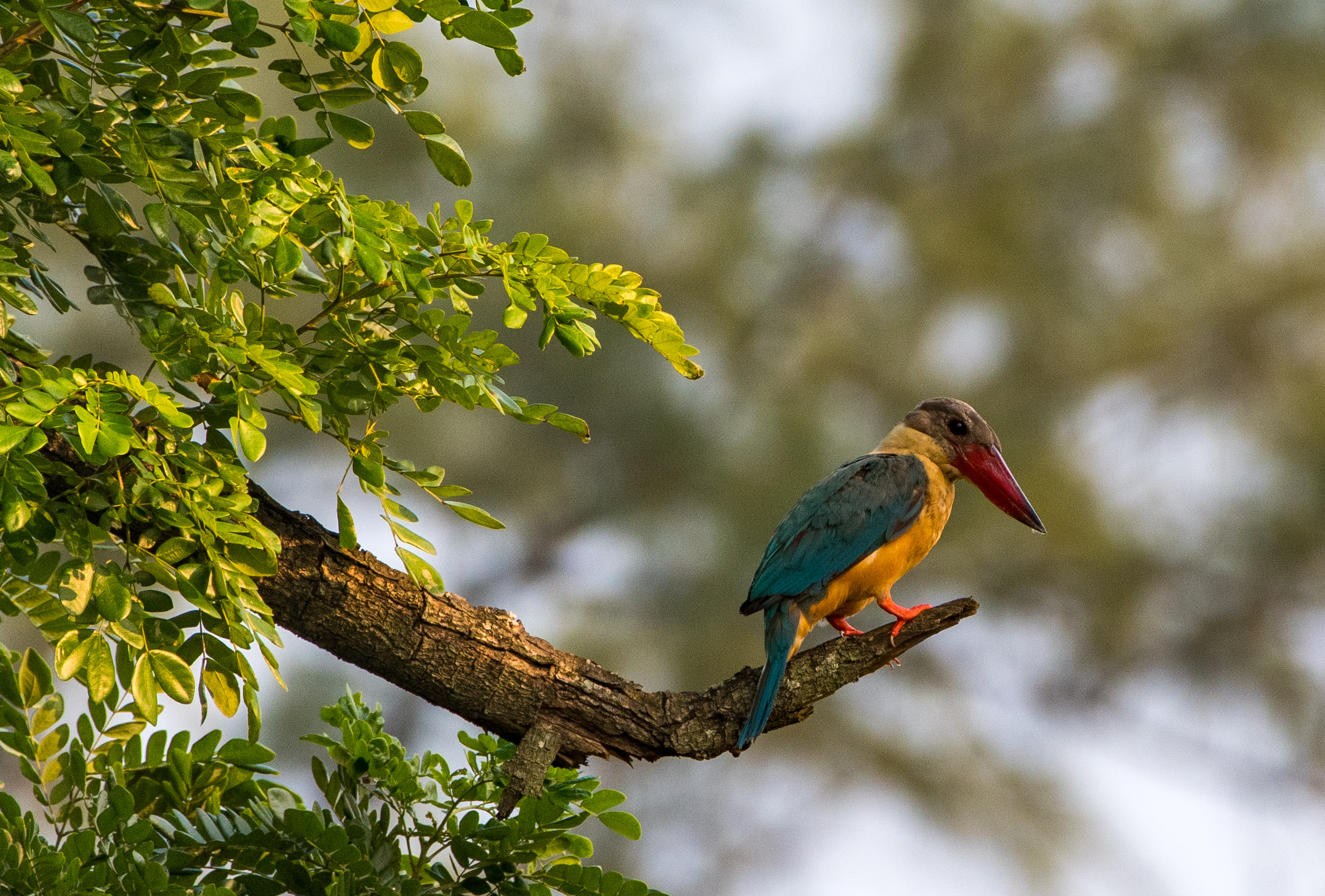
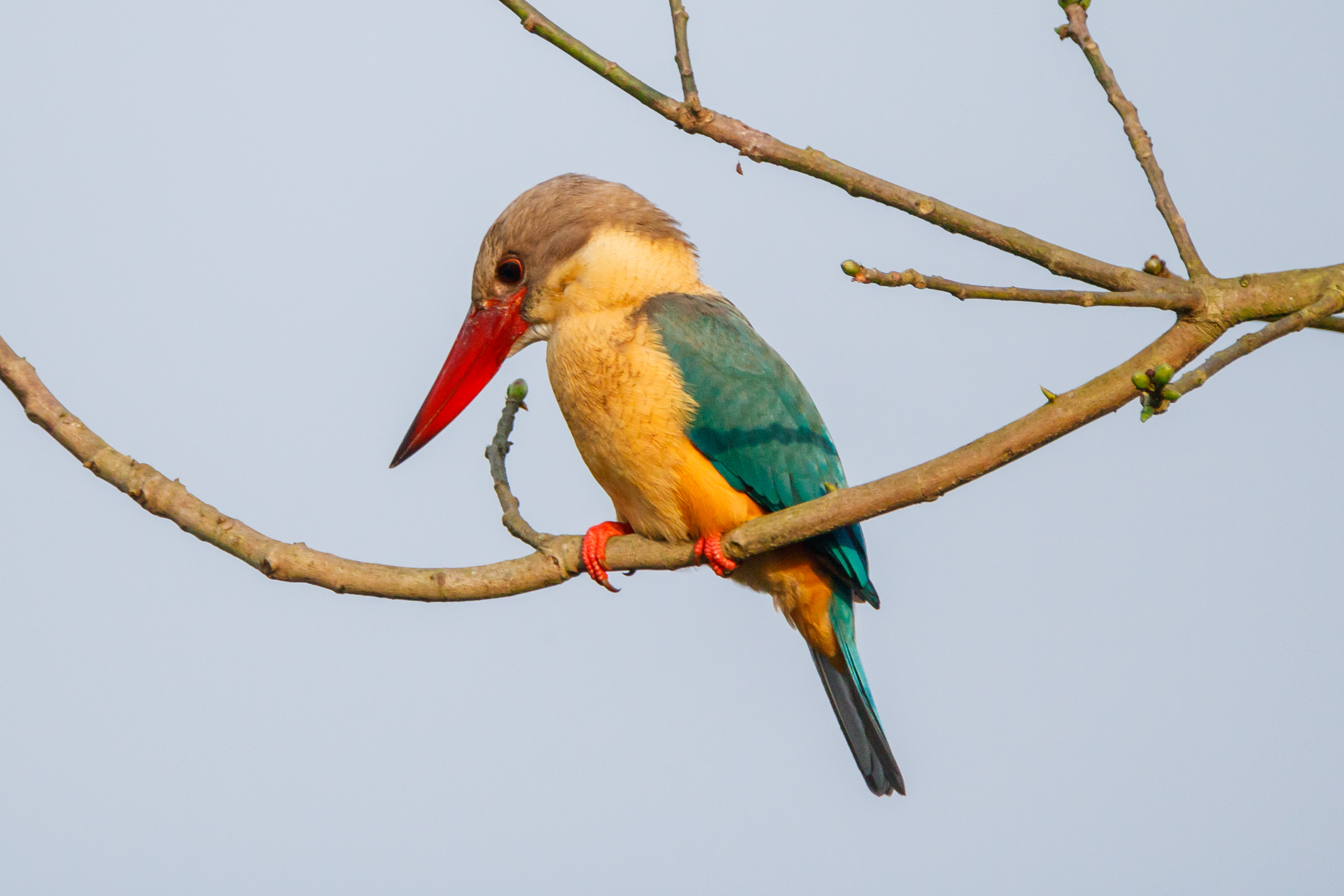
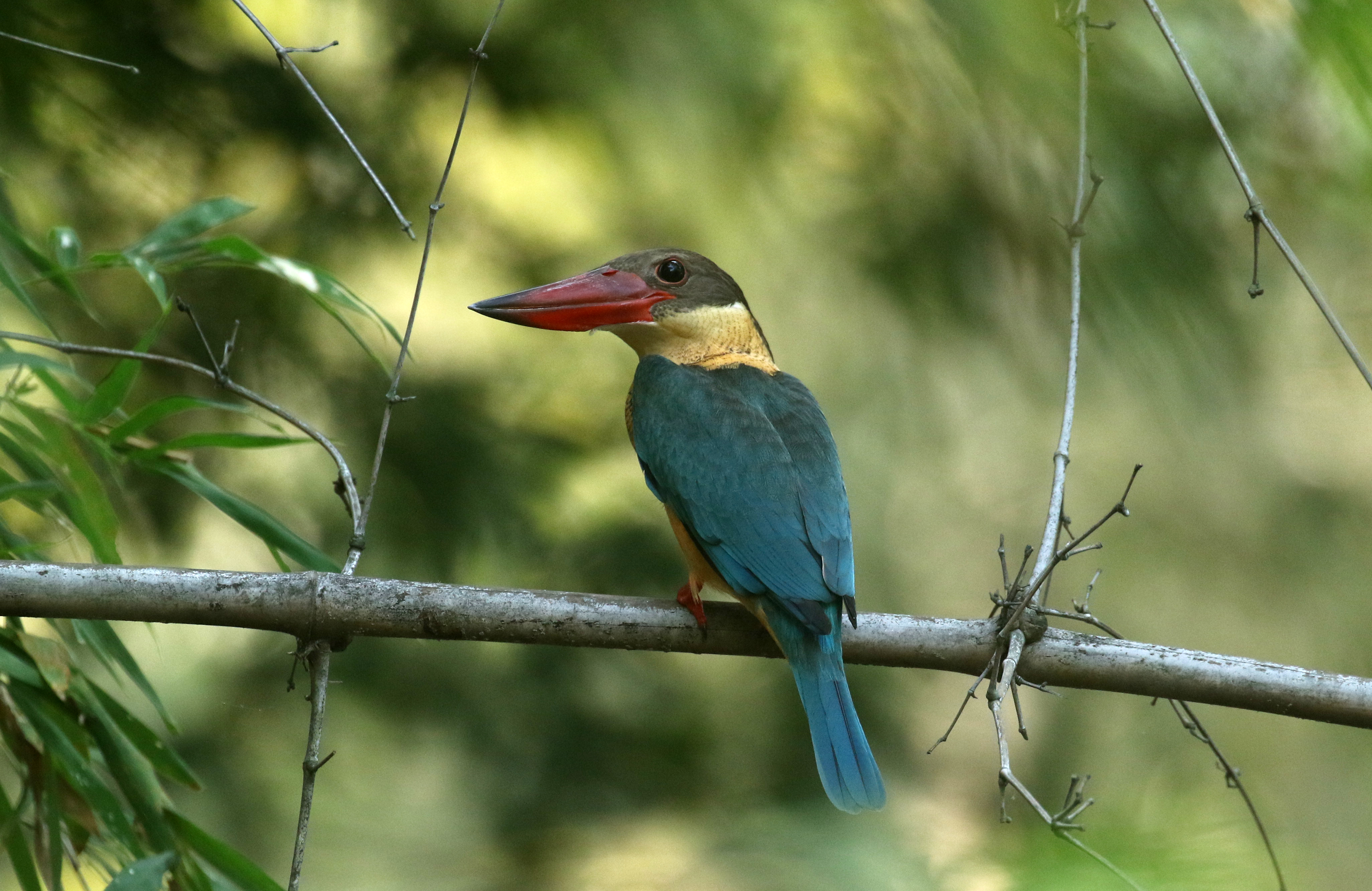
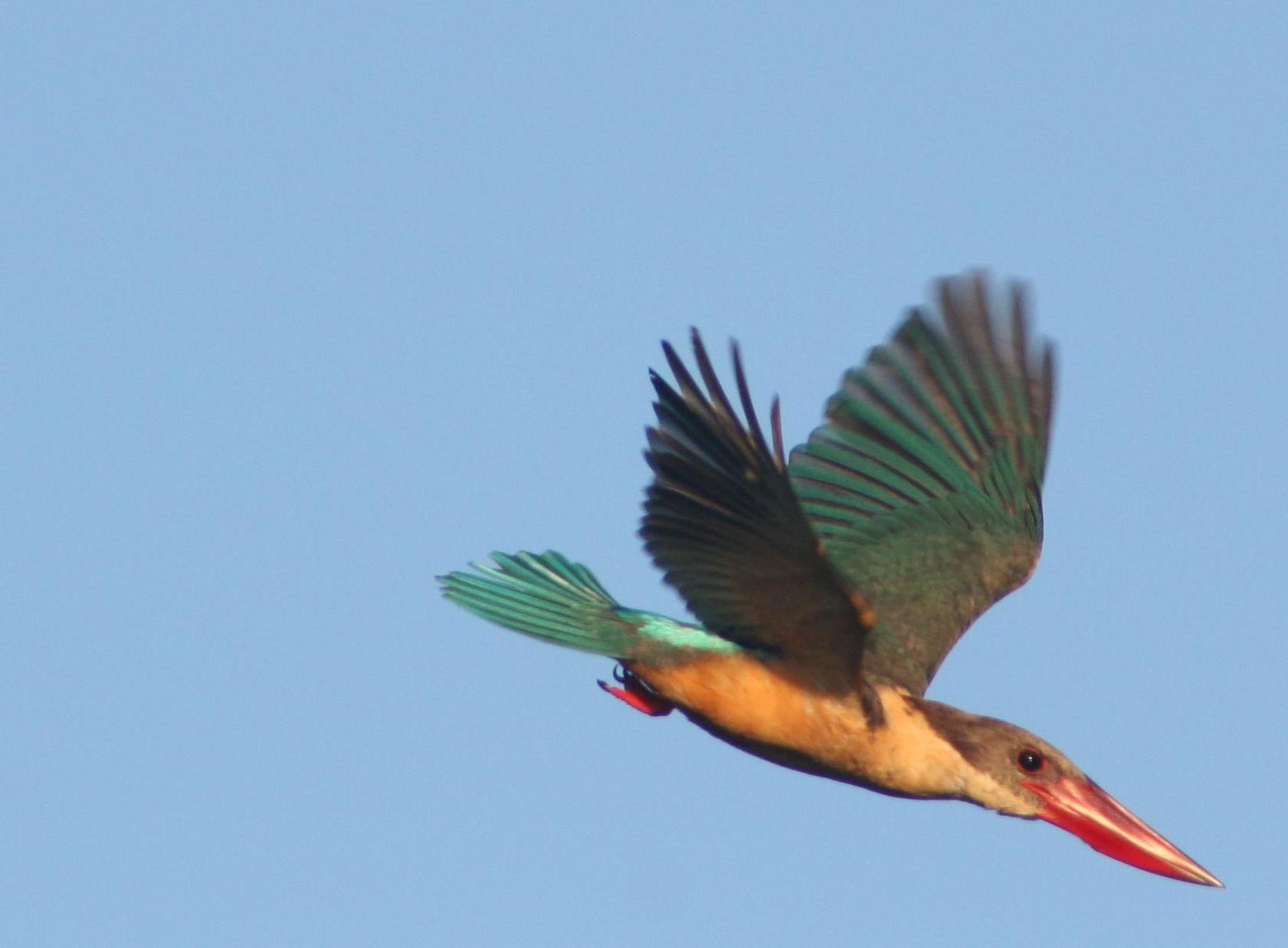